# Serraca nigra
Serraca nigra är en fjärilsart som beskrevs av Warnecke 1938. Serraca nigra ingår i släktet Serraca och familjen mätare. Inga underarter finns listade i Catalogue of Life.